# Sant’Anna (Venedig)

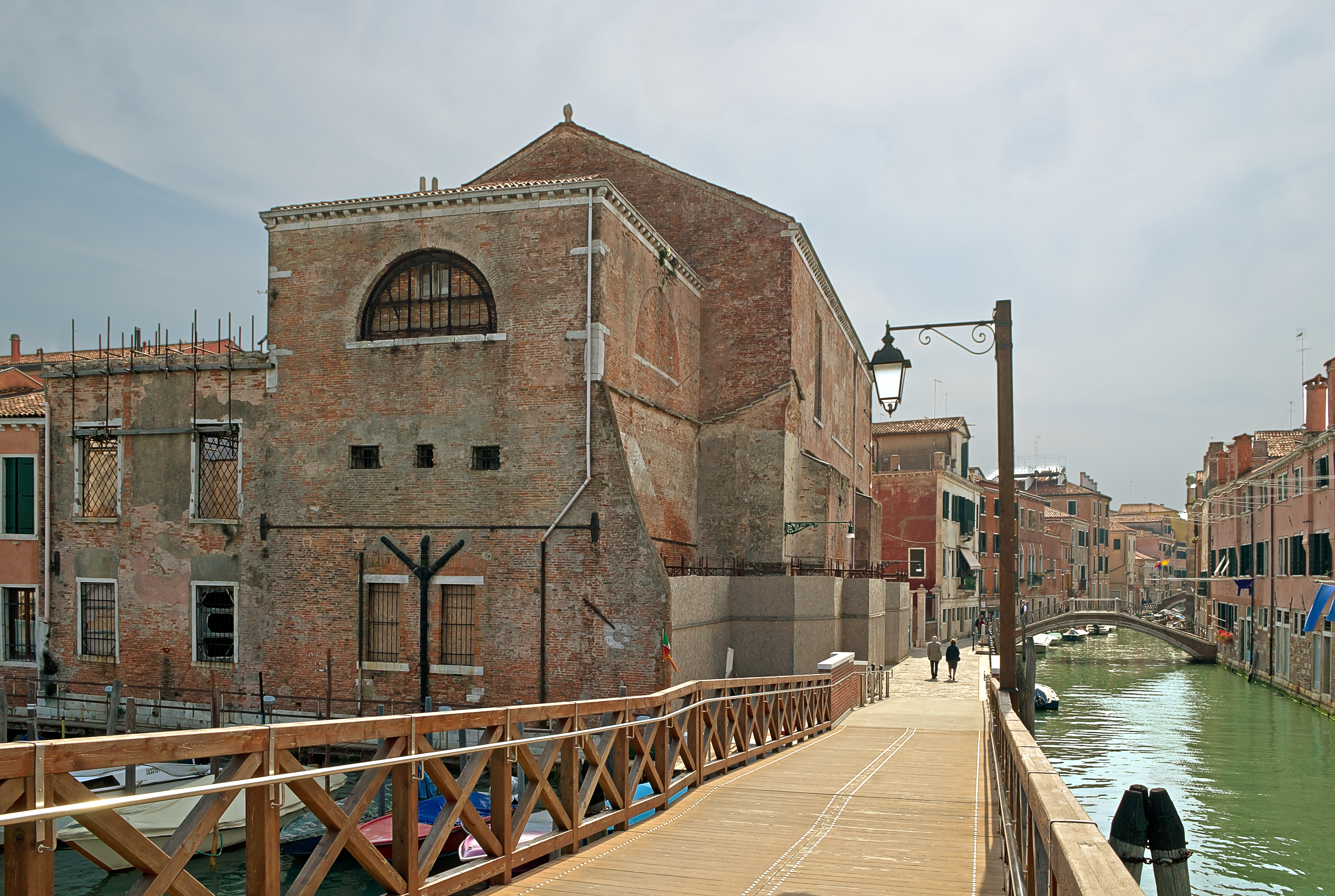
Fassade von Sant’Anna in Castello

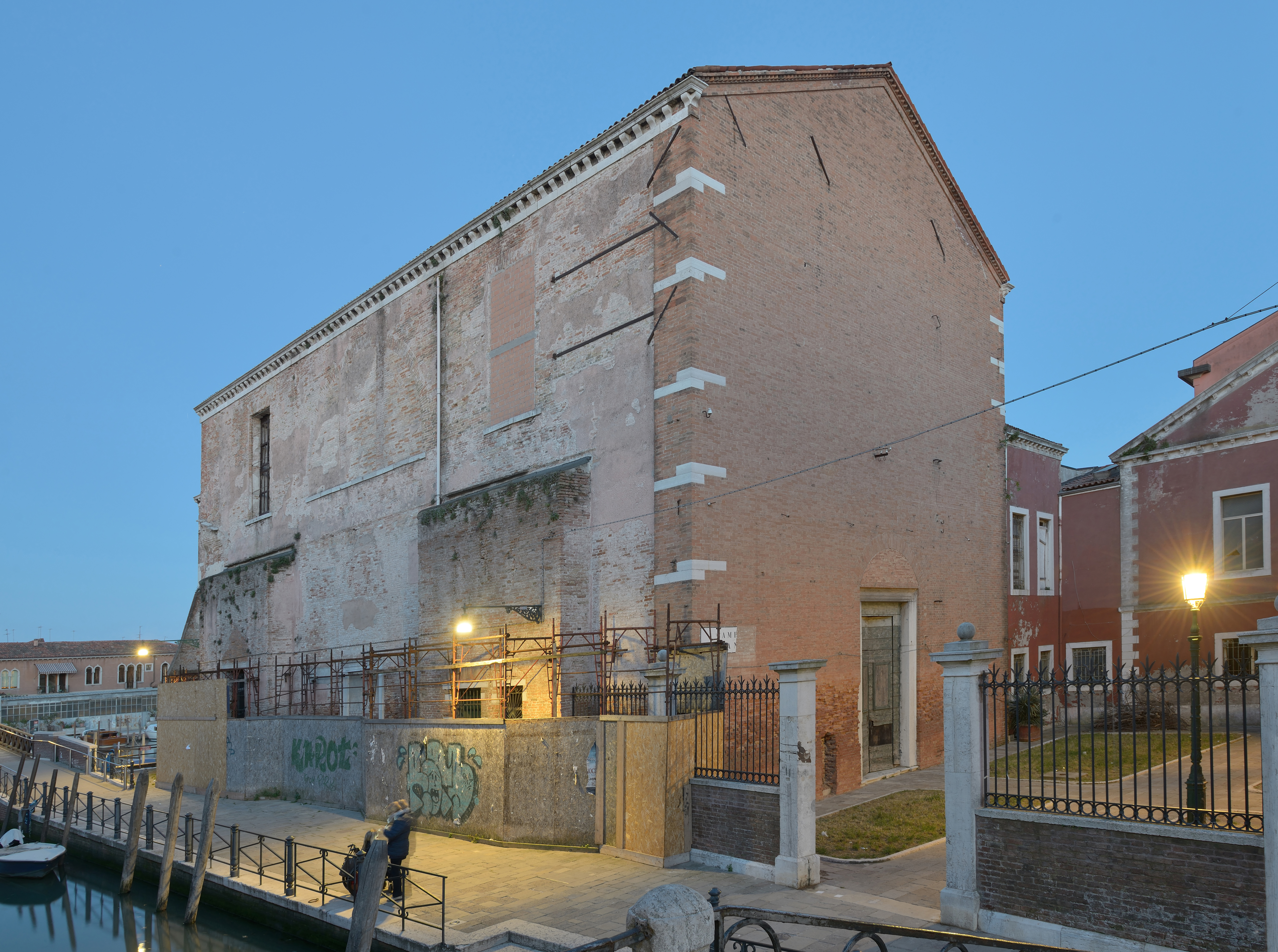
Blick vom Rio di Sant’Anna auf die ehemalige Kirche

Sant’Anna ist eine ehemalige venezianische Kirche, deren Hauptfassade auf die Fondamenta Sant’Anna blickt, ebenso wie auf den Ponte di Quintavalle, eine der beiden Brücken, die auf die Isola San Pietro di Castello führen. Das Gebäude im Osten des Sestiere Castello reicht bis in das Jahr 1240 zurück, jedoch ist die Kirche seit 1807 profaniert.

## Geschichte
Die Kirche wurde 1240 im Rahmen eines Klosterbaus der Augustiner von Fano errichtet, welcher den heiligen Anna und Katharina geweiht war. Noch im 13. Jahrhundert ließen sich Benediktinerinnen in dem Kloster nieder, das bis zu seiner Aufhebung durch Napoleon 1807 bestand. Kirche und Konvent wurden 1634 bis 1659 durch den Architekten Francesco Contin erneuert und umgebaut; 1659 wurde die Kirche geweiht. Das ursprüngliche Gebäude war eine Basilika mit drei Schiffen im gotischen Stil. Das neue Bauwerk war einschiffig; seine Decke ist nicht erhalten geblieben.
1810 wurde aus dem Konvent ein Kolleg, dann 1850 ein Militärspital der Österreicher. Die Innenausstattung wurde auf verschiedene kirchliche Einrichtungen verteilt.